# 在シンガポール日本国大使館
在シンガポール日本国大使館（英語: Embassy of Japan in Singapore、マレー語: Kedutaan Besar Jepun di Singapura / Kedutaan Jepun di Singapura、簡体字中国語: 日本驻新加坡大使馆）は、シンガポールにある日本の大使館。
2018年10月1日時点で、在外公館別在留邦人数は3万6624人となっており、これは在外公館別で第8位、アジアでは在タイ日本国大使館（7万2520人）と在上海日本国総領事館（5万3115人）に次いで第3位である。

## 沿革
- 1879年4月8日、英領シンガポール（英語版）に華僑商人の胡璇澤（中国語版、英語版）副領事が館長を務める在シンガポール日本帝国領事館が設置される[3]
- 1880年3月、胡副領事が死去[3]
- 1880年12月、シンガポールの帝国領事館が閉鎖される[3]
- 1888年12月13日、中川恒次郎が在シンガポール領事代理に任命される[3]
- 1889年1月22日、中川領事代理がシンガポールに着任し、在シンガポール日本帝国領事館が再開される[3]
- 1919年5月28日、シンガポールの帝国領事館が在シンガポール日本帝国総領事館に昇格する[3]
- 1941年12月8日、大日本帝国が英領マレー（現・マレーシア西部）のマレー半島に上陸を開始すると共にアメリカ合衆国のハワイを奇襲して、米英両国に宣戦布告する[4]
- 1942年2月15日、マレー半島を進撃する皇軍を相手に敗走を続けた英軍の司令官アーサー・パーシバル中将が山下奉文中将（当時）に降伏を宣言し、シンガポールの支配権を大日本帝国に移譲する[5]
- 1942年2月、大日本帝国がシンガポールを昭南島に改称した上で昭南特別市を設置し、皇軍による軍政が開始される[6]
- 1945年8月15日、第二次世界大戦の敗戦により大日本帝国が崩壊したが[7]、満州や南樺太、朝鮮半島などとは異なり、昭南島では敗戦まで皇軍が残存
- 1945年9月12日、大日本帝国が連合軍に降伏したことを受けて板垣征四郎大将が英軍のルイス・マウントバッテン中将（当時）に降伏を宣言し、シンガポールの支配権をイギリスに移譲する[8]
- 1952年4月12日、来たる日本国の独立に先駆けて「在外公館の名称及び位置を定める法律」が制定され、在シンガポール日本国総領事館の設置が定められる[9]
- 1952年4月28日、サンフランシスコ平和条約の発効により日本国が独立、当時シンガポールを領有していたイギリスも同条約締結国のうちの一国[10]
- 1963年、先年にイギリスから独立したマラヤ連邦がシンガポール、サラワクおよび英領北ボルネオを糾合して、マレーシア連邦が成立する[11]
- 1965年、シンガポールがマレーシア連邦から離脱して独立する[11]
- 1965年8月9日、日本がシンガポールを主権国家として承認する[12]
- 1966年4月26日、日本とシンガポールの外交関係が樹立される[12]
- 1966年4月26日、総領事館に代わって在シンガポール日本国大使館を開設することが定められる[13]

## 所在地
16 Nassim Road, Singapore 258390